# Torquella iberica
Torquella iberica is een naaldkreeftjessoort uit de familie van de Typhlotanaidae. De wetenschappelijke naam van de soort is voor het eerst geldig gepubliceerd in 2011 door Blazewicz-Paszkowycz, Bamber & Cunha.